# Бернацкий, Сергей Сергеевич
Сергей Сергеевич Бернацкий (1 марта 1982, Воскресенск) — российский хоккеист, защитник. Воспитанник воскресенского хоккея.

## Карьера
Сергей Бернацкий начал свою профессиональную карьеру в 2000 году в составе ныне несуществующего московского клуба Высшей лиги ХК ЦСКА, отыграв до этого несколько сезонов за фарм-клуб родного воскресенского «Химика». Сезон 2002/03 Сергей провёл в московских «Крыльях Советов» и альметьевском «Нефтянике», после чего до 2007 года выступал в составе клуба из Сетуни.
Перед началом сезона 2007/08 Бернацкий перешёл в нижнекамский «Нефтехимик», в составе которого выступал до 2011 года. В нижнекамском клубе Сергей заработал себе известность благодаря своей жёсткой игре. В настоящий момент Бернацкий является рекордсменом «Нефтехимика» по количеству штрафных минут в чемпионатах страны.
8 мая 2011 года Сергей подписал двухлетний контракт с магнитогорским «Металлургом».
1 мая 2013 года Сергей подписал контракт с ХК "Торпедо" (Нижний Новгород)

## Статистика
| Легенда | Легенда                    | Легенда | Легенда                   | Легенда | Легенда    |
| ------- | -------------------------- | ------- | ------------------------- | ------- | ---------- |
| И       | Количество проведённых игр | Штр     | Штрафное время            | +/−     | Плюс-минус |
| Г       | Голы                       | П       | Голевые передачи          | О       | Очки       |
| -       | Статистика неизвестна      | —       | Статистика не учитывалась |         |            |